# District de Kheda
Le district de Kheda (gujarati : ખેડા જિલ્લો) est un district de l'état du Gujarat en Inde.

## Géographie
Le district a une population de 2 299 885 habitants pour une superficie de 3 953 km2.